# Wes Chandler
Wesley Sandy Chandler (New Smyrna Beach, 22 agosto 1956) è un ex giocatore di football americano e allenatore di football americano statunitense che ha militato nel ruolo di wide receiver nella National Football League (NFL).

## Carriera
I New Orleans Saints scelsero Chandler come terzo assoluto nel Draft NFL 1978 e vi giocò fino al 1981. Nella seconda stagione fu convocato per il suo primo Pro Bowl dopo avere fatto registrare 1.069 yard ricevute e 6 touchdown. Fu scambiato con i San Diego Chargers nel 1981 per sostituire la stella John Jefferson, scambiata con i Green Bay Packers dopo uno sciopero contrattuale. Nel primo turno dei playoff 1981–82, in una gara conosciuta come The Epic in Miami, ricevette 6 passaggi per 106 yard e ritornò un punt per 56 yard in touchdown nella vittoria dei Chargers per 41–38.
La stagione successiva fu la migliore in carriera per Chandler, in cui guidò la NFL sia in yard ricevute (1.032) che in touchdown su ricezione (9), in un'annata accorciata per uno sciopero dei giocatori; la sua media di 129 yard ricevute a partita nel 1982 è ancora un record NFL. Nei playoff ricevette 9 passaggi per 124 yard nella vittoria sui Pittsburgh Steelers. Chandler rappresentò i Chargers nel sindacato dei giocatori e molti atleti in quel ruolo furono scambiati o svincolati dopo lo sciopero del 1987. Dopo che fu eletto nel comitato esecutivo del sindacato, Chandler fu scambiato con i San Francisco 49ers, con i quali disputò un'ultima stagione nel 1988. Con essi disputò solo quattro partite prima che una tendinite al ginocchio lo costringesse al ritiro a ottobre. Quell'anno i 49ers vinsero il Super Bowl. "Il mio cuore non se la sentiva più, ma non sono uno che molla. È stata una decisione basata sul realismo", disse.
Nei suoi undici anni di carriera, Chandler ricevette 559 passaggi per 8.966 yard e 56 touchdown, corse per 84 yard, ritornò 48 kickoff per 1.048 yard e guadagnò 428 yard su 77 ritorni di punt. In totale guadagnò 10.526 yard. Al momento del ritiro era 12º nella storia della NFL in yard ricevute e 13º in ricezioni. Fu inoltre convocato per quattro Pro Bowl, di cui tre con i San Diego Chargers. Nel 2001 è stato introdotto nella Chargers Hall of Fame.

## Palmarès
- Convocazioni al Pro Bowl: 4

1979, 1982, 1983, 1985
- First-team All-Pro: 1

1982
- Second-team All-Pro: 1

1979
- Leader della NFL in yard ricevute: 1

1982
- Leader della NFL in touchdown su ricezione: 1

1982
- Formazione ideale del 40º anniversario dei San Diego Chargers
- Formazione ideale del 50º anniversario dei San Diego Chargers
- Los Angeles Chargers Hall of Fame
- College Football Hall of Fame